# Progress Reform
Progress Reform — перший мініальбом уельського гурту I Like Trains, який був випущений 26 червня 2006 року.

## Композиції
1. Terra Nova — 4:59
2. No Military Parade — 3:27
3. A Rook House For Bobby — 4:43
4. Citizen — 3:02
5. The Accident — 3:02
6. Stainless Steel — 8:19
7. The Beeching Report — 4:42
8. Before the Curtains Close — 5:32

## Учасники запису
- Девід Мартін — вокал, гітара
- Гай Баністер — гітара, клавіші
- Алістер Боуіс — бас
- Саймон Фагол — ударні